# Mihkel Martna
Mihkel Martna (* 5. Septemberjul. / 17. September 1860greg. in Paimpere, damals Gemeinde Veltsa, heute Landgemeinde Koonga, Kreis Pärnu, Estland; † 23. Mai 1934 in Tallinn) war ein estnischer Politiker und Journalist. Er war einer der Begründer der estnischen Sozialdemokratie.

## Leben und Politik
Mihkel Martna erlernte nach der Schulausbildung das Malerhandwerk in Tallinn. In den 1880er Jahren kam er mit marxistischen und sozialistischen Ideen in Berührung, die er als einer der ersten Esten aktiv aufgriff. Er arbeitete eng mit estnischen Zeitungen wie Postimees und Sakala zusammen und warb auch für die nationale estnische Bewegung. 1903 gründete Martna gemeinsam mit dem Sozialisten Peeter Speek in Tartu die linksgerichtete Zeitung Uudised. Um diesen Kreis gruppierte sich die erste sozialdemokratische Organisation in Estland.
Mihkel Martna nahm an der Russischen Revolution von 1905 teil. Von den zaristischen Behörden verfolgt lebte er von 1906 bis 1917 im Exil, unter anderem in der Schweiz, in Deutschland und in Finnland. In der Schweiz stand er im Kontakt mit Konstantin Päts.
Martna gründete 1907 mit anderen estnischen Sozialisten wie August Rei und Karl Ast die Estnische Sozialdemokratische Arbeiterpartei (estnisch Eesti Sotsiaaldemokratlik Tööliste Partei) als Abspaltung der russischen Sozialisten und war führendes Mitglied des linken Flügels. Martna wurde auch als führender Theoretiker der Partei bekannt.
Er war noch vor Ausrufung der estnischen Unabhängigkeit am 24. Februar 1918 Mitglied des Provisorischen Landtags des Gouvernements Estland, dann 1919/20 Mitglied der Verfassungsgebenden Versammlung der Republik Estland (Asutav Kogu) und fünf Legislaturperioden lang Abgeordneter des estnischen Parlaments (Riigikogu). An der estnischen Politik der Zwischenkriegszeit hatte Martna erheblichen Anteil. 1919 war Martna erster offizieller diplomatischer Vertreter der Republik Estland für Deutschland. Im selben Jahr erreichte er die Anerkennung der estnischen Souveränität durch die Zweite Internationale. Von 1929 bis 1934 bekleidete Martna das Amt des stellvertretenden estnischen Parlamentspräsidenten. 1930 wurde ihm die Ehrendoktorwürde der Universität Tartu verliehen. Er starb 1934 in Tallinn.
Mihkel Martna liegt heute auf dem Waldfriedhof von Tallinn begraben.

## Nachwirken
Im Jahr 2001 wurde die Mihkel-Martna-Stiftung (Mihkel Martna Fond) ins Leben gerufen. Neben der Beschäftigung mit dem politischen und theoretischen Nachlass Martnas ist die Stiftung darum bemüht, zur Verbreitung linker sozialdemokratischer Werte und Ideen beizutragen.

## Werke (Auswahl)
- C. R. Jakobson (1903)
- Punased aastad Eestis (1907, unter dem Pseudonym M. Jürisson)
- Külast (1914)
- 8-tunniline tööpäev (1924)
- Mälestused iseseisvuse võistluspäevil (Erinnerungen, zwei Bände: 1927 und 1930)
- Tallinna sündmusi 1905 ja 1906 (1930)

## Sekundärliteratur
- Seraina Gilly: Mihkel Martna. In: Historisches Lexikon der Schweiz.
- Olaf Kuuli: Mihkel Martna. Eesti vasakpoolse sotsiaaldemokraatia teerajaja / Mihkel Martna. Wegbereiter der Sozialdemokratie in Estland. Tallinn 2007